# Élections législatives de 1951 dans le Haut-Rhin
Les élections législatives françaises de 1951 se tiennent le 17 juin. Ce sont les deuxièmes élections législatives de la Quatrième République.

## Mode de scrutin
Représentation proportionnelle plurinominale suivant la méthode du plus fort reste dans 103 circonscriptions, conformément à la loi des apparentements : les listes qui se sont « apparentées » avant l'élection remportent tous les sièges de la circonscription si leurs voix ajoutées obtiennent la majorité absolue des suffrages exprimés. Il y a 629 sièges à pourvoir.
Le vote préférentiel est admis. 
Dans le département du Haut-Rhin, six députés sont à élire.

## Candidats

### Liste du Rassemblement du peuple français
| N° | Candidats | Candidats           | Parti | Principales fonctions |
| -- | --------- | ------------------- | ----- | --- |
| 01 |           | Georges Bourgeois   | RPF   | Sénateur, Président du Conseil général, conseiller général du canton d'Ensisheim, maire de Pulversheim, huissier de justice |
| 02 |           | René Kuehn          | RPF   | Député sortant UDSR, Sous-Préfet honoraire, conseiller municipal d'Ammerschwihr, avocat à la Cour de Colmar                 |
| 03 |           | Eugène Ritzenthaler | RPF   | Conseiller général du canton d'Andolsheim, maire de Holtzwihr                                                               |
| 04 |           | Edmond Borocco      | RPF   | Premier adjoint au maire de Colmar, imprimeur, ancien résistant déporté, Médaille de la Résistance                          |
| 05 |           | Charles Hornus      | RPF   | Premier adjoint au maire de Mulhouse, pharmacien                                                                            |
| 06 |           | Xavier Hergott      | RPF   | Conseiller municipal de Staffelfelden, technicien des mines de potasse, syndicaliste CFTC                                   |

### Liste du Mouvement républicain populaire
| N° | Candidats | Candidats                 | Parti | Principales fonctions                                                                    |
| -- | --------- | ------------------------- | ----- | ---------------------------------------------------------------------------------------- |
| 01 |           | Jacques Fonlupt-Espéraber | MRP   | Conseiller d'État, ancien Préfet du Haut-Rhin, Médaille de la Résistance, député sortant |
| 02 |           | Joseph Wasmer             | MRP   | Avocat à Mulhouse, ancien résistant, député sortant                                      |
| 03 |           | Marcel Faby               | MRP   | Cultivateur, maire d'Ottmarsheim                                                         |
| 04 |           | Marie-Louise Weber        | MRP   | Secrétaire de la société commerciale des potasses, député sortant, Mulhouse              |
| 05 |           | Auguste Silbermann        | MRP   | Maître ferblantier, conseiller municipal de Mulhouse                                     |
| 06 |           | Léon Adolf                | MRP   | Chef de secrétariat social, adjoint au maire de Colmar                                   |

### Liste du Parti socialiste SFIO
| N° | Candidats | Candidats       | Parti | Principales fonctions                                                                           |
| -- | --------- | --------------- | ----- | ----------------------------------------------------------------------------------------------- |
| 01 |           | Jean Wagner     | SFIO  | Député sortant, maire de Mulhouse, directeur politique du Republikaner-Républicain du Haut-Rhin |
| 02 |           | Édouard Richard | SFIO  | Ancien député, ancien maire de Colmar                                                           |
| 03 |           | Robert Zeller   | SFIO  | Maire de Sainte-Marie-aux-Mines                                                                 |
| 04 |           | Émile Erhard    | SFIO  | Conseiller municipal de Mulhouse, journaliste                                                   |
| 05 |           | Edmond Goetschy | SFIO  | Ouvrier municipal, ancien maire de Wittenheim                                                   |
| 06 |           | Adolphe Gasser  | SFIO  | Ouvrier métallurgiste à Mulhouse                                                                |

### Liste d'Union républicaine résistante et antifasciste présentée par le PCF
| N° | Candidats | Candidats       | Parti | Principales fonctions               |
| -- | --------- | --------------- | ----- | ----------------------------------- |
| 01 |           | Joseph Siegler  | PCF   | Ouvrier, ancien résistant déporté   |
| 02 |           | Albert Lantz    | PCF   | Ouvrier, Staffelfelden              |
| 03 |           | Eugène Haffner  | PCF   | Mineur de potasse, ancien résistant |
| 04 |           | Louis Hechinger | PCF   | Cultivateur                         |
| 05 |           | Oté Schneider   | PCF   | Ménagère, Bollwiller                |
| 06 |           | Charles Metzger | PCF   | Cheminot, ancien résistant, Colmar  |

### Liste du Centre national des indépendants et paysans
| N° | Candidats | Candidats             | Parti | Principales fonctions              |
| -- | --------- | --------------------- | ----- | ---------------------------------- |
| 01 |           | Charles Zuber         | PRL   | Commandant d'aviation              |
| 02 |           | André Quiquerez       | PRL   | Cultivateur, Chavannes-sur-l'Étang |
| 03 |           | Joseph Cattin         | DVD   | Viticulteur, Rouffach              |
| 04 |           | Jean-Baptiste Sigrist | DVD   | Conducteur de travaux              |
| 05 |           | Émile Traber          | DVD   | Fondé de pouvoirs                  |
| 06 |           | Gaston Petersen       | DVD   | Dessinateur, Mulhouse              |

### Liste du Rassemblement des gauches républicaines
| N° | Candidats | Candidats         | Parti   | Principales fonctions                |
| -- | --------- | ----------------- | ------- | ------------------------------------ |
| 01 |           | Pierre During     | RGR     | Magistrat, Mulhouse                  |
| 02 |           | Alfred Johner     | Radical | Chef de service, Colmar              |
| 03 |           | Désiré Schmoderer | AD      | Propriétaire viticulteur, Sigolsheim |
| 04 |           | Alphonse Haas     | Radical | Minotier                             |
| 05 |           | Alice Meyer       | AD      | Directrice d'imprimerie              |
| 06 |           | Raymond Delporte  | RGR     | Architecte                           |

## Élus
| Député sortant            | Parti | Parti    | Député élu ou réélu       | Parti | Parti |
| ------------------------- | ----- | -------- | ------------------------- | ----- | ----- |
| Jean Wagner               |       | SFIO     | Jean Wagner               |       | SFIO  |
| Jacques Fonlupt-Espéraber |       | MRP      | Jacques Fonlupt-Espéraber |       | MRP   |
| André Bas                 |       | MRP      | Georges Bourgeois         |       | RPF   |
| Joseph Wasmer             |       | MRP      | Joseph Wasmer             |       | MRP   |
| Marie-Louise Weber        |       | MRP      | Eugène Ritzenthaler       |       | RPF   |
| René Kuehn                |       | UDSR-RPF | René Kuehn                |       | RPF   |

## Résultats

### Résultats à l'échelle du département
- deux apparentements ont été conclus dans le département :

1. Le premier apparentement fait par les listes du MRP et du CNIP,
2. Le deuxième apparentement est conclu entre les listes de la SFIO et du RGR ;

- les voix cumulées de chaque apparentement représentant moins de 50% des exprimés, les sièges sont répartis à la proportionnelle entre tous les partis ;
- le score de l'apparentement est considéré comme celui d'une liste pour la répartition générale, ensuite la répartition interne des sièges entre apparentées se fait également à la proportionnelle.

| Parti    | Parti                                            | Tête de liste             | Résultats | Résultats | Sièges |  |
| Parti    | Parti                                            | Tête de liste             | Voix      | %         |        |  |
| -------- | ------------------------------------------------ | ------------------------- | --------- | --------- | ------ |  |
|          | Rassemblement du peuple français                 | Georges Bourgeois         | 87 500    | 37,93     | 3      |  |
|          | Mouvement républicain populaire *                | Jacques Fonlupt-Espéraber | 71 497    | 30,99     | 2      |  |
|          | Section française de l'Internationale ouvrière ° | Jean Wagner               | 35 631    | 15,44     | 1      |  |
|          | Parti communiste français                        | Joseph Siegler            | 21 514    | 9,32      | 0      |  |
|          | Centre national des indépendants et paysans *    | Charles Zuber             | 7 720     | 3,35      | 0      |  |
|          | Rassemblement des gauches républicaines °        | Pierre During             | 5 164     | 2,24      | 0      |  |
|          |                                                  |                           |           |           |        |  |
| Inscrits | Inscrits                                         | Inscrits                  | 309 513   | 100,00    | 6      |  |
| Votants  | Votants                                          | Votants                   | 242 190   | 78,25     |        |  |
| Exprimés | Exprimés                                         | Exprimés                  | 230 716   | 95,26     |        |  |